# Gieorgij Makarow
Gieorgij Jemielianowicz Makarow, ros. Георгий Емельянович Макаров (ur. w 1883 r. w stanicy Gołubińskaja w Rosji, zm. 14 stycznia 1958 r. w RFN) – rosyjski wojskowy (generał major), przedstawiciel wojskowego atamana Kozaków dońskich w III Rzeszy pod koniec II wojny światowej.
Ukończył kozacką szkołę junkrów w Nowoczerkasku. Od 1903 r. służył w 6 pułku kawalerii Kozaków dońskich, 17 pułku kawalerii Kozaków dońskich, a następnie 39 pułku kawalerii Kozaków dońskich. Brał udział w I wojnie światowej. 22 listopada 1914 r. awansował do stopnia esauła. Do 1917 r. walczył w szeregach 17 pułku kawalerii Kozaków dońskich. W maju 1918 r. przystąpił do kozackich oddziałów wojsk białych, zostając dowódcą kozackiego oddziału sformowanego w stanicy Piatizbianskaja. Od maja tego roku dowodził 5 dywizją kawalerii Kozaków dońskich. 27 grudnia awansował na generała majora. Wiosną 1920 r. został przesunięty do rezerwy oficerskiej Wojska Dońskiego. Po ewakuacji wojsk białych z Krymu do Gallipoli w listopadzie tego roku, zamieszkał na Bałkanach. W okresie II wojny światowej podjął współpracę z Niemcami. Współuczestniczył w formowaniu kozackich oddziałów w służbie armii niemieckiej. Pod koniec wojny przyjechał do Niemiec, gdzie został przedstawicielem wojskowego atamana Kozaków dońskich. Po kapitulacji III Rzeszy 8/9 maja 1945 r., uniknął repatriacji do ZSRR. Zamieszkał w zachodnich Niemczech, gdzie zmarł 14 stycznia 1958 r.